# Slaget vid Gembloux
Slaget vid Gembloux var ett fältslag som utkämpades mellan franska och tyska styrkor 14–15 maj 1940 under andra världskriget. Den 10 maj 1940 invaderades Luxemburg, Nederländerna och Belgien av Nazitysklands armé Wehrmacht enligt operationsplanen Fall Gelb. De allierade arméerna försökte stoppa den tyska armén i Belgien, då man trodde att där skulle tyskarna göra sitt genombrott. Efter att de allierade skickade sina starkaste arméer till Belgien från 10 till 12 maj genomförde tyskarna den andra fasen av sin operation, ett genombrott genom Ardennerna, och ryckte fram till Engelska kanalen.
Den franska armén, som var omedvetna om den tyska planen, hade för avsikt att stoppa den tyska offensiven i centrala Belgien och Frankrike genom att organisera två defensiva positioner i städerna Hannut och Gembloux. De skickade sin starkaste fältstyrka, den första franska armén, till försvaret av Gembloux och Wavre. Franska pansartrupper skickades för att bilda en avancerad vakt, eller skärm, vid Hannut, i syfte att fördröja de tyska styrkorna och samtidigt förbereda sitt huvudsakliga försvar av Gembloux.
I efterdyningarna av slaget vid Hannut, cirka 35 kilometer nordost, representerade staden Gembloux den sista stora förberedda defensiva positionen för fransmännen på den belgiska fronten efter tillbakadragandet från Hannut. Under hela tvådagarsstriden slog fransmännen tillbaka upprepade försök från delar av den sjätte tyska armén att bryta igenom eller kringgå det franska försvaret. Men i operativa termer, på grund av skadorna på den första franska armén och utvecklingen på andra håll, tvingades fransmännen att retirera från Gembloux, ut ur Belgien och så småningom mot staden Lille innanför den franska gränsen. Reträtten orsakade ett osammanhängande försvar på den centrala delen av den belgiska fronten, som i sin tur gjorde att Wehrmacht kunde avancera sina operationer mot franskt territorium och underkuva centrala Belgien. I strategiska termer blev striden resultatlöst, då båda sidor gynnades av striden. För Wehrmacht lyckades det fördröja och distrahera den starkaste av de franska arméerna från deras avgörande genombrottspunkt nära Sedan, vilket tillät tyskarna att uppnå sina strategiska mål enligt Fall Gelb. Men den första franska armén överlevde de inledande striderna och avledde de tyska styrkorna från slaget vid Dunkerque, som tillät den brittiska expeditionskåren att fly för att fortsätta sina militära operationer efter den franska kapitulationen i juni 1940.